# Hidroksidi
Hidroksidi (hidr- +oksidi) su anorganski spojevi koji se sastoje od metalnih kationa i hidroksidnih aniona (OH-).

## Osobine i svojstva
Hidroksidi alkalijskih (npr. najpoznatiji natrijev hidroksid (NaOH), kalijev hidroksid (KOH)) dobro su topljivi u vodi. Alkalijski hidroksidi su vrlo stabilni i ne raspadaju se zagrijavanjem. Izrazita su korozivna sredstva, nagrizaju kožu i sluznicu te su zato opasni. 

Hidroksidi većine zemnoalkalijskih kovina (kao i hidroksidi alkalijskih metala) čvrsti su, ionski, bazični spojevi, dobro topljivi u vodi (osim gotovo netopljivih Be(OH)2 i Mg(OH)2), potpuno disociraju na ione, a vodene su im otopine jake lužine, te su jaki elektroliti. Topljivost zemnoalkalijskih hidroksida raste u skupini porastom atomskog broja.
Hidroksidi ostalih kovina manje su ionskoga karaktera, blagi, nestabilni, netopljivi u vodi, pojavljuju se kao sekundarni produkti trošenja ili alteracije, slabije  kristaliziraju i teže ih je identificirati od oksida. Nestabilni su i manje bazični (npr. niklov hidroksid, Ni(OH)2) ili amfoterni spojevi (reagiraju s kiselinama i s bazama /lužinama/), npr. aluminijev hidroksid (Al(OH)3), cinkov hidroksid (Zn(OH)2).
Vodena otopina amonijaka slaba je lužina zbog njegove hidrolize (NH3 + H2O --> NH4+ + OH-), a nije dokazano postojanje amonijeva hidroksida (NH4OH).
Nemetalni su hidroksidi kiseline s kisikom u molekuli (npr. dušična kiselina (HNO3) i sumporna kiselina (H2SO4). Pojam se obično upotrebljava samo za bazične i amfoterne hidrokside.

## Topljivost i elektrovodljivost
Hidroksidi se razlikuju po topljivosti, a topljivost slabije topljivih hidroksida ovisi o pH otopine. Topljivost hidroksida opada zaluživanjem otopine. Povisi li se pH otopine za jedan, topljivost hidroksida dvovalentnih metala smanji se 100 puta. Kada otopina zaluživanjem postane zasićena, hidroksid se taloži. Neki hidroksidi se talože već u kiseloj otopini, dok je za taloženje nekih drugih hidroksida potrebno otopinu jako zalužiti.
Isparavanjem otopine dobiju se čvrste soli, u čijoj kristalnoj rešetki nalazimo hidroksidni ion. Taline takvih soli vode struju, a njihovom elektrolizom se na anodi zbog oksidacije hidroksidnog iona razvija kisik.

## Hidratizirani oksidi
Mnogi elementi ne tvore hidrokside, nego hidratizirane okside (npr. željezov(III) hidroksid (Fe2O3 x H2O).
Hidrokside od hidratiziranih oksida razlikujemo po njihovu ponašanju prilikom zagrijavanja. Masa hidroksida se prilikom zagrijavanja ne mijenja sve dok temperatura ne dosegne temperaturu njegova raspada.
Hidratizirani oksidi porastom temperature polagano gube vodu, pa im se masa zagrijavanjem postupno smanjuje sve dok potpuno ne izgube vodu.